# Bell X-16
Bell X-16 měl být špionážním letadlem pro provádění leteckého průzkumu z velkých výšek. Označení X v názvu letounu, které se používalo pro experimentální letadla, mělo skrýt skutečný záměr letounu. Letadlo bylo objednáno na zakázku Letectva Spojených států amerických (USAF), ale výroba byla ukončena ve prospěch letounu Lockheed U-2, který vznikl na popud CIA.

## Vývoj
V březnu 1953 v době, kdy probíhala korejská válka, vydalo USAF specifikaci požadavků na nový průzkumný letoun určený pro lety ve vysokých výškách, dle předchozího návrhu majora John D. Seaberga. Podle specifikace měl vzniknout průzkumný letoun, který měl být schopný vystoupat do výšky nejméně 21 340 metrů, s doletem alespoň 2 800 km, letoun měl dosahovat podzvukové rychlosti. K pohonu měl využívat buď proudový motor nebo turbovrtulový motor. Letoun měl unést 45–318 kg fotografického vybavení. Výzbroj i katapultovací zařízení mělo být oželeno ve prospěch ušetření hmotnosti. Ochranu letounu měla zajišťovat výška letu.
Major Seaberg spolu s Williamem Lamarem oslovili společnosti Bell aircraft, Fairchild Aircraft a Glenn L. Martin Company. Letectvo uzavřelo s touto trojicí společností smlouvy, které trvaly od 1. července 1953 do konce roku. Společnosti Bell aircraft a Fairchild Aircraft měly dodat vlastní návrhy letadel, Glenn L. Martin měl dodat návrh upraveného letoun RB-57 Canberra pro lety ve velkých výškách. Následující rok posoudilo Wright Fields (působiště majora Seaberga a Lamara) dodané návrhy, které byly označeny Fairchild MX-2147, Bell MX-2147 a Martin Model 294.
Podplukovníka Joseph J. Pelligriniho z průzkumné jednotky na velitelství Air Research and Development Command (ARDC) zaujal návrh na úpravu letounu B-57. Seaberg na velitelství ARDC v Baltimoru představil během třech schůzek výsledky projektu. Po třetí schůzce obdržel od Kellyho Johnsona nevyžádaný návrh letounu k posouzení. Návrh Kellyho Johnsona byl zamítnut, protože už byly schváleny projekty na modifikaci RB-57 a Bell X-16. Byl postaven letoun RB-57D a zahájena výroba letounů X-16, která byla, ale v polovině roku 1956 ukončena. Mohlo za to rozhodnutí prezidenta Dwight D. Eisenhowera, který špionážní lety přesunul z kompetence letectva na CIA. Tou dobou už měl za sebou první let letoun U-2.
USAF objednalo 28 letadel X-16, ale žádné z nich nebylo dokončeno. Když byl projekt ukončen, byl jeden z objednaných letounů dokončen na 80 %.

## Specifikace

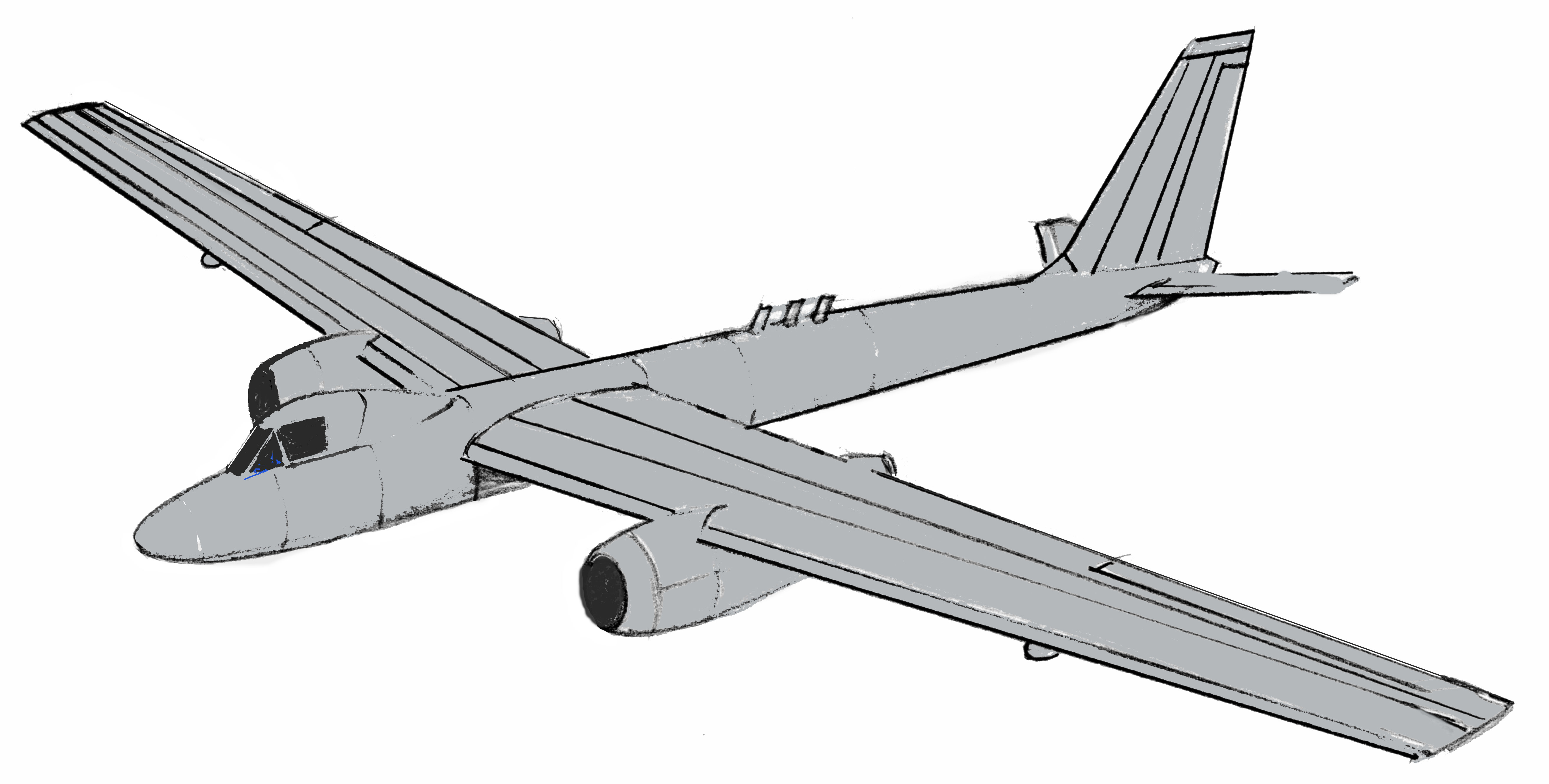
Bell X-16

### Technické údaje
- Posádka: 1 pilot
- Rozpětí: 35 m
- Délka: 18 m
- Užitečné zatížení: 45–318 kg[3]
- Pohonná jednotka: 2× proudový motor Pratt & Whitney J57-P19 (později J-57-P37), každý o tahu 45 kN[6]

### Výkony
- Dolet: 2 800 km (požadavek)[3]
- Dostup: 21 340 m a více (požadavek)[3]